# Prémont
Prémont é uma comuna francesa na região administrativa de Altos da França, no departamento de Aisne. Estende-se por uma área de 12,21 km². Em 2010 a comuna tinha 709 habitantes (densidade: 58,1 hab./km²).